# 老府镇
老府镇，是中华人民共和国内蒙古自治区赤峰市松山区下辖的一个乡镇级行政单位。

## 行政区划
老府镇下辖以下地区：
老府村、杨树湾子村、北营子村、索虎沟村、二道河子村、大乌梁苏村、杨家营子村、聂家营子村、河东村、老庙沟村、小河沿村、老管营子村、前店村、台子村、白音波罗村、蒙古营子村、下井村、老水泉子村、那戈营子村、西山根村、姜家营子村、巨昌隆村、胡彩沟村和东杖房村。